# Cantileverbremse
En cantileverbremse er en type centertræksbremse til cykler, hvor bremserne er fastgjorte på hver sin side af hjulet og påvirkes ens ved et træk midt mellem dem.